# Saison cyclonique 2010 dans l'océan Atlantique nord
La saison cyclonique 2010 dans l'océan Atlantique nord s'est déroulée du 1er juin 2010 au 30 novembre 2010, selon la définition de l'Organisation météorologique mondiale (OMM). Elle liste une vingtaine de cyclones à la suite d'une Niña saisonnière modérée. La saison cyclonique 2010 est, après celles de 1995 et 1887, est la troisième plus longue liste cyclonique, avec 19. L'activité cyclonique 2010 de l'Atlantique nord a surpassé la saison cyclonique de la même année dans le nord-ouest de l'océan Pacifique.
La saison a débuté avec l'ouragan Alex, une tempête de catégorie 2 sur l'échelle de Saffir-Simpson, qui a frappé la péninsule du Yucatán en tant que tempête tropicale au nord-est du Mexique et au sud des frontières du Texas à un très fort pic d'intensité. Après Alex, une série de tempêtes de faible intensité se sont succédé entre le mois de juillet et le mois d'août. Durant août et septembre, la saison devient active avec la formation de onze cyclones durant une quarantaine de jours, six étant des ouragans capverdiens. Quatre de ces ouragans capverdiens (Danielle, Earl, Igor et Julia) se sont intensifiés en catégorie 4, dont un cinquième (Karl) a atteint le stade d'ouragan majeur. Danielle et Earl, tous les deux se succédant, ont été les ouragans les plus violents de la saison, suivis de tempêtes tropicales de faible intensité, ainsi que d'une série de trois autres ouragans majeurs qui se sont également succédé. Du 21 août au 26 septembre, aucune journée se passait sans qu'il y ait au moins un cyclone tropical en activité durant 36 jours, à commencer par la formation de la dépression tropicale Six (plus tard devenue Ouragan Danielle) et en finissant par la dissipation de la dépression tropicale Lisa, la plus longue période depuis la saison cyclonique 2005 dans l'océan Atlantique nord.

## Noms des tempêtes 2010
La liste des noms utilisée pour nommer les tempêtes s'étant formée dans le bassin cyclonique de l'océan Atlantique nord durant l'année 2010 est la même que celle de la saison 2004, à l'exception de Colin, de Fiona, d'Igor et de Julia qui remplacent les noms Charley, Frances, Ivan et Jeanne. Les noms qui n'ont pas été retirés de cette liste seront à nouveau utilisés lors de la saison 2016. À cause des dégâts causés par Igor et Tomas, ces noms ont été retirés et seront remplacé par Ian et Tobias pour la saison 2016.
| 1  | Alex   |
| DT | Deux   |
| TT | Bonnie |
| TT | Colin  |

| DT | Cinq     |
| 4  | Danielle |
| 4  | Earl     |
| TT | Fiona    |

| TT | Gaston  |
| TT | Hermine |
| 4  | Igor    |
| 4  | Julia   |

| 3  | Karl    |
| 1  | Lisa    |
| TT | Matthew |
| TT | Nicole  |

| 1 | Otto    |
| 2 | Paula   |
| 2 | Richard |
| 1 | Shary   |

| 2    | Tomas    |
| Inc. | Virginie |
| Inc. | Walter   |

| 1  | Alex   |
| DT | Deux   |
| TT | Bonnie |
| TT | Colin  |

| DT | Cinq     |
| 4  | Danielle |
| 4  | Earl     |
| TT | Fiona    |

| TT | Gaston  |
| TT | Hermine |
| 4  | Igor    |
| 4  | Julia   |

| 3  | Karl    |
| 1  | Lisa    |
| TT | Matthew |
| TT | Nicole  |

| 1 | Otto    |
| 2 | Paula   |
| 2 | Richard |
| 1 | Shary   |

| 2    | Tomas    |
| Inc. | Virginie |
| Inc. | Walter   |

## Cyclones tropicaux

### Ouragan Alex
L'Ouragan Alex a été le premier cyclone tropical lors de la saison cyclonique 2010 dans l'océan Atlantique nord. Il s'est formé le 25 juin 2010 dans la mer des Caraïbes et a frappé le Belize en tant que tempête tropicale. Vers le 30 juin, lors de son passage au-dessus du Golfe du Mexique, Alex s'est développé en ouragan. Il a causé la mort de 33 personnes. Alex est le premier ouragan à s'être formé en juin depuis l'ouragan Allison en 1995, le plus puissant en termes de vitesse du vent depuis l'ouragan Alma en 1966. Avec 947 HPa il est l'ouragan le plus intense après l'ouragan Audrey en 1957. Il est donc le deuxième ouragan le plus intense, en juin, de l'Atlantique.

### Dépression tropicale Deux
Durant le 3 juillet, le jour après la dissipation d'Alex, une onde tropicale forme deux zones de convection à l'ouest de la mer des Caraïbes. Le lendemain, le système montre les signes d'une organisation. Après avoir traversé la péninsule du Yucatán et entre dans le Golfe du Mexique.

### Tempête tropicale Bonnie
Pour les articles homonymes, voir Cyclone tropical Bonnie.
Au début du mois de juillet, une onde tropicale se forme à partir des côtes africaines. Le 17 juillet, elle montre des signes de développement localisée au nord-est des Petites Antilles.

### Tempête tropicale Colin
Le National Hurricane Center (NHC) a identifié une onde tropicale au-dessus du Sénégal le 29 juillet. Celle-ci s'est déplacée vers l'ouest, dans le flux de l'anticyclone subtropical tout en se développant. Le 1er août, un centre de rotation est apparu alors que l'onde passait au sud des îles du Cap-Vert et tôt le 2 août, il devenait la dépression tropicale Quatre.
Vingt-quatre heures plus tard, la tempête tropicale Colin était née, se dirigeant rapidement vers l'ouest. Il s'agissait d'un système de petit diamètre, dont les vents de force de tempête ne s'étendait qu'à (110 km) de son centre, qui ne put s'intensifier car il passait dans une zone de fort cisaillement de vents en altitude. Le 3 août en après-midi, Colin était redevenue une dépression tropicale mais avait encore un certain potentiel de développement.
Colin se réorganisa tard le 4 août, en passant au nord-est des Petites Antilles, en un système de plus large diamètre et des bandes de précipitations convectives intenses. Cependant, il n'avait pas de centre de rotation fermé. Il a fallu attendre le 5 août pour qu'il reprenne le titre de tempête tropicale qui se dissipa après le 8 août,.

### Ouragan Danielle
Le 19 août, une onde tropicale quitte la côte Ouest de l'Afrique. Se déplaçant dans des conditions favorables, sa circulation se ferme à l'approche des îles du Cap-Vert le 21 août, définissant la dépression tropicale Six. Le 22 août, cette dépression se développe en tempête tropicale dénommée Danielle vers 20 h 10 UTC. Elle se trouvait alors à 13,4 N et 35,1 O, en plein océan Atlantique, et dirigeait vers le nord-ouest. Le lendemain, la dépression passe au statut d'ouragan de catégorie 2.
Le 24 août, Danielle s'affaiblit soudainement en catégorie 1. Plus tard dans le même jour, Danielle s'affaiblit brièvement en tempête tropicale, avant de devenir à nouveau en ouragan de catégorie 1. Quelques heures plus tard, Danielle se renforce de nouveau en catégorie 2 formant un œil, le 26 août. Le vendredi 27 août, l'ouragan Danielle était à 940 km au sud-est des Bermudes et le Centre américain des ouragans (NHC) a annoncé qu'il était devenu un ouragan majeur (catégorie 3) avec des vents atteignant 195 km/h. Il évolue en catégorie 4 au cours de la même journée.
L'ouragan ne demeure cependant pas longtemps à ce niveau et diminue rapidement vers la catégorie 3 puis 1, en se dirigeant vers les eaux plus froides au nord-est des Bermudes. Danielle a amorcé sa transition extratropicale le 31 août alors qu'elle passait au sud-est de Terre-Neuve sans jamais avoir approché de terres.

### Ouragan Earl
Une onde tropicale vigoureuse a quitté la côte africaine. Elle a rapidement développé un centre dépressionnaire fermé et bien organisée le 22 août autour d’un amas orageux,. Le 24 août, l’organisation des bandes orageuses était très poussée et le National Hurricane Center américain a prédit que la zone avait 90 % de chance de se transformer en dépression tropicale au cours des 48 heures suivantes,. La dépression tropicale Sept est effectivement apparue 18 heures plus tard à 15 h TUC le 25 août à 690 km, à l’ouest de l’île la plus au sud des îles du Cap-Vert. Six heures plus tard, les vents maximums soutenus atteignaient 65 km/h et le système a été reclassé tempête tropicale Earl. Earl devait se diriger vers l’ouest tout en s’intensifiant dans une zone où le cisaillement des vents était faible et la température de surface de la mer très chaude. Cependant, de l’air sec dans le secteur empêchait un tel développement et les vents de Earl ont demeuré à 75 km/h durant 36 heures,. La tempête s’est également retrouvée dans le sillon de l’ouragan Danielle le 27 août. Les vents sortant de celle-ci en altitude causaient un cisaillement défavorable, ce qui limita l’intensification d’Earl. Durant douze heures, les vents soutenus ne purent dépasser 95 km/h. Quand finalement Danielle s’est éloignée suffisamment, Earl a pu atteindre le niveau d’ouragan de catégorie 1 dans l’échelle de Saffir-Simpson le 30 août. Il est rapidement monté ensuite à la catégorie 4 vers 21 h le même jour. Le cyclone est redescendu à la catégorie 3 vingt-quatre heures plus tard, lors d’un remplacement de l’œil, mais ce ne fut que temporaire car il a atteint son maximum d'intensité un peu plus tard avec des vents soutenus de 233 km/h et des rafales à 282 km/h avant de redescendre à nouveau. Le 31 août 2010 en après-midi, Earl passait au nord de Porto Rico et se déplaçait vers l'ouest-nord-ouest, s'approchant de la lisière ouest de la crête subtropicale sur l'océan Atlantique. Cependant un creux barométrique provenant du continent promettait de modifier cette trajectoire plus vers le nord puis le nord-est. L'œil de l’ouragan était obscurci sur l'imagerie satellitaire, tant visible qu'infrarouge, en raison du cycle de remplacement du mur de l'œil. L'imagerie montrait du contenu en vapeur d'eau au nord-ouest d'Earl comportait une zone d'air sec rendant son intensification supplémentaire difficile.
Au cours de la nuit du 2 au 3 septembre, l'ouragan est passé à environ 130 km à l'est du cap Hatteras. Il était alors descendu à la catégorie 2 et se dirigeait vers des eaux plus froides ce qui allait l'affaiblir. À 15 h TUC (11 h HAE), il était retombé à la catégorie 1. En soirée, Earl est redevenu une tempête tropicale en s'approchant de l'île de Nantucket et du Cap Cod, alors que ses vents soutenus étaient tombés à environ 110 km/h,. Il est passé à environ 195 km à l'est de Nanutcket durant la nuit avant de se diriger vers la pointe sud-ouest de la Nouvelle-Écosse au Canada.

### Tempête tropicale Fiona
Une zone de perturbation se déplace depuis la côte africaine durant la quatrième semaine du mois de septembre après l'ouragan Earl. Elle menace de se développer le 30 août, lorsqu'elle s'organise et se forme finalement en tempête tropicale Fiona, sautant ainsi le stade de dépression tropicale. Elle menace, cependant, de se développer encore plus. Elle se renforce brièvement en tempête tropicale avec des vents à 105 km/h, avant de s'affaiblir et de rétrograder en petite tempête tropicale. Pratiquement aucune convection atmosphérique n'est apparue sur radar, mais elle maintient malgré tout ses vents violents.

### Tempête tropicale Gaston
Une onde tropicale critique émerge de la côte ouest africaine durant le 28 août. Des données indiquent que cette neuvième dépression tropicale se développe à 6 h UTC le 1er septembre, bien que le National Hurricane Center n'ait pu émettre efficacement ses alertes qu'à 15 h UTC le même jour 1500. Neuf heures plus tard, le National Hurricane Center le qualifie de dépression tropicale Neuf en tempête tropicale Gaston, mais il est révélé qu'elle reste tempête tropicale durant douze heures. Dans le rapport météorologique, le NHC note que Gaston pourrait ne pas attendre le stade de tempête tropicale.

### Tempête tropicale Hermine
Hermine se forme à partir des restes la dépression tropicale Onze dans la Baie de Campêche. La formation en dépression tropicale se fait au matin du 6 septembre. Plus tard, dans la matinée, le système est classé en tant que tempête tropicale et se nomme désormais Hermine. Plus tard, la tempête se renforce, et arrête de se renforcer durant l'après-midi et le soir. Hermine frappe le nord-est du Mexique, au sud de Matamoros (Tamaulipas), durant la soirée, en tant que forte tempête tropicale avec des vents à 110 km/h.
Des dégâts ont été rapportés dans la région de la vallée du Rio Grande, à la suite notamment de chutes d'arbres. Une femme se noie dans les crues à Jamaica Beach (Texas) aux États-Unis. Dans la soirée du 7 septembre, des alertes aux tornades ont été diffusées à Austin (Texas). À 10 h (CDT), le NHC diffuse sa dernière alerte concernant Hermine alors qu'elle rétrograde en dépression tropicale. Hermine s'affaiblit par étape et devient extratropicale lors de son passage en Oklahoma durant le 9 septembre. Les restes d'Hermine ont provoqué quelques fortes pluies et des tornades se sont formées. Elle se dissipe dans le Kansas le 10 septembre.

### Ouragan Igor
Une perturbation tropicale a rapidement formé une zone dépressionnaire en surface en quittant l’Afrique de l'Ouest le 6 septembre. Elle devint une dépression tropicale bien organisée le 8 septembre au matin et la neuvième tempête tropicale de la saison 2010, nommée Igor, au sud-est des îles du Cap-Vert. L’interaction avec une autre dépression tropicale et un cisaillement des vents d'est affaiblirent Igor le 9 septembre, et son déplacement devint presque nul. Elle redescendit au niveau de dépression tropicale tout en absorbant l'autre système. Le 10 septembre, Igor redevint tempête tropicale alors que la convection s'intensifia. Le 11 septembre, le système développa brièvement un œil durant deux heures, mais absorba de l'air sec des niveaux moyens de la troposphère ce qui fit diminuer la convection avant une nouvelle intensification qui le conduisit à devenir un ouragan tard ce jour-là,. Le 12 septembre au matin, Igor développa un œil bien défini et dégagé, le tout entouré d'un mur compact de nuages. Il atteignit la catégorie 2 de l'échelle de Saffir-Simpson le matin et la catégorie 4 en après-midi en traversant l'Atlantique tropical,. Ses vents passèrent ainsi de 130 km/h à 215 km/h en 8,5 heures tel qu'estimé par les images du satellite météorologique et la technique de Dvorak. L'intensification d'Igor continua à une allure plus lente en soirée avant de se stabiliser.

### Ouragan Julia
À la suite des autres ouragans capverdiens, la dépression tropicale Douze se forme le 12 septembre à partir d'une forte onde tropicale qui se développe proche des côtes africaines. Elle se renforce en tempête tropicale Julia au plus tôt du 13 septembre. Ce jour, la tempête tropicale Julia frappe les îles du Cap-Vert avec des vents violents. Elle est la deuxième tempête à frapper les îles du Cap-Vert en mois d'une semaine. Durant la nuit du 14 septembre, un œil cyclonique se développe, et Julia s'intensifie en ouragan. Contrairement à toutes les alertes émises anticipées, une intensification rapide débute le 15 septembre, et Julia se renforce en ouragan de catégorie 4, plus tôt dans la matinée, avec un pic d'intensité allant à 225 km/h.

### Ouragan Karl
Le 8 septembre, une onde tropicale entre en interaction avec une étendue de basse pression près des Îles du Vent, causant un développement orageux sur l'axe de l'onde tropicale et la formation d'une zone de basse pression. Après quelques jours, une dépression tropicale se forme dans la Mer des Caraïbes, à 12 h UTC, le 14 septembre. Six heures plus tard, la dépression se renforça en tempête tropicale, nommée Karl par le NHC. Elle a continué de s'intensifier jusqu'au moment d'entrer dans les terres près de Rio Huach, à 12 h 45 UTC, le 15 septembre.
Malgré un affaiblissement du système, la structure de la tempête s'est considérablement améliorée, et celle-ci est ressortie des terres au-dessus des eaux chaudes de la Baie de Campêche, à 6 h UTC le 16. À 11 h 37 UTC, un avion de reconnaissance confirma la présence d'un œil de forme elliptique d'environ 35 km de diamètre. Par la suite, dû aux conditions très favorable au développement, Karl atteignit le statut d'ouragan à 18 h UTC le même jour. Par la suite, l'ouragan a entamé un virage vers l'ouest-sud-ouest tôt le 17 septembre.
Peu après 6 h UTC, Karl, toujours en intensification rapide, atteignit le stade d'ouragan majeur et, six heures plus tard, son pic d'intensité, avec des vents soutenus d'environ 205 km/h, à environ 80 km au nord-est de Veracruz, au Mexique. Par la suite, le cisaillement du vent commença à se renforcer et une injection d'air sec perça le mur de l'œil ouest de l'ouragan, causant l'affaiblissement du système juste avant de toucher terre, à environ 20 km au nord-ouest de Veracruz, à 16 h 45 UTC. Par la suite, le système s'affaiblit rapidement à cause de l'interaction avec les montagnes mexicaines, puis se dissipa à 6 h UTC, le 18 septembre, à environ 140 km à l'ouest-sud-ouest de Veracruz.

### Tempête tropicale Nicole
Le matin du 25 septembre, le NHC a commencé à surveiller une zone orageuse désorganisée partiellement liés à la tempête tropicale Matthew dans le nord-ouest de la mer des Caraïbes. Les conditions environnementales semblaient favorables à un développement progressif puisqu'elle se déplaçait lentement vers le nord. Plus tard ce jour-là, la perturbation s'élargit et un faible creux de mousson se forma. Le système s'est progressivement organisé et développé en une dépression tropicale sur le nord-ouest de la mer des Caraïbes le 28 septembre.
Le système atteignit le statut de tempête tropicale le 29 septembre et fut nommé Nicole. Elle fut cependant absorbée le 30 septembre par une dépression extratropicale qui s'est développée au large de la Floride et six heures plus tard, Nicole est devenue indiscernable de la dépression. Plus tard, cette dépression et l'humidité de Nicole touchèrent la côte est, juste au large de la côte de la Caroline du Sud puis la côte est du Canada, causant de graves inondations et quelques morts dans la région, avant de quitter vers l'Océan Atlantique le 4 octobre.
En raison de la structure atypique de Nicole, les orages les plus puissants furent bien éloignés de son centre. La majeure partie de ses effets furent notés lieu sur le centre-nord de la mer des Caraïbes. En Jamaïque, la tempête a déclenché des pannes d'électricité généralisées pour plus de 288 000 résidences. Des précipitations extrêmes, allant jusqu'à 940 mm, provoquèrent des inondations catastrophiques dans plusieurs paroisses, endommageant ou détruisant 528 maisons. La dévastation s'est étendue aux terres agricoles et à l'environnement de l'île, qui ont souffert d'une importante pollution de l'eau. Au total, Nicole a causé des dommages estimés à 240 millions de dollars US (2010) à la Jamaïque et seize décès. Ailleurs dans les Antilles, des inondations mineures se sont produites à Cuba, en Floride et dans les îles Caïmans.
Les restes de la tempête ont affecté la côte est des États-Unis, causant des dommages supplémentaires et des décès. Dans les États du Mid-Atlantic, l'événement a battu des records quotidiens de précipitations pour le 30 septembre à plusieurs endroits. Dans le Maryland, deux autobus se sont heurtés sous les orages, blessant 26 passagers. Avec des précipitations estimées localement à 200 mm, plusieurs localités de l'État de New York ont battu des records pluviométriques. Des inondations dans l'État entraînèrent une noyade et environ 10 000 $US en dommages. Des inondations considérables se sont également produites au Vermont et en Pennsylvanie, avec une accumulation maximale sur 24 heures de 265 mm observée à Moscow (Pennsylvanie).
Plus au nord, les restes de la dépression ont accentué le gradient de pression sur le sud de la Nouvelle-Angleterre, générant des vents forts qui ont brisé les fils électriques dans le comté de Litchfield. Les pluies y ont en outre causé des inondations mineures. Au Québec, des torrents 90 mm de pluie sont tombés le long et au sud de la vallée du Saint-Laurent, inondant des sous-sols et causant deux noyades. Malgré les décès et les dégâts, les pluies ont atténué la sécheresse prolongée dans ces régions.

### Ouragan Otto
Le 30 septembre, une grande zone orageuse associée à deux ondes tropicales s'est développée à l'est des Petites Antilles. Pendant plusieurs jours, elle s'est déplacée vers l'ouest-nord-ouest, se développant en dépression subtropicale Dix-sept le 6 octobre 435 km au nord-nord-ouest de San Juan (Porto Rico). Elle s'intensifia ensuite en tempête subtropicale et fut nommée Otto le 7 octobre.
Le 8 octobre, la tempête atteignit le statut d'ouragan mais le lendemain, Otto commença à affaiblir et à développer des bandes de nuages de type frontal pour devenir un système post-tropical le 10 octobre. Les restes d’Otto dérivèrent dans l'Océan Atlantique et se dissipèrent près du Portugal le 16 octobre.
Dérivant près de l'arc antillais pendant plusieurs jours, le précurseur d’Otto apporta des pluies prolongées aux îles du Vent, aux îles Vierges et à Porto Rico, déclenchant des inondations généralisées et de nombreux glissements de terrain. Les dégâts causés par la tempête - en particulier aux routes, aux biens et aux infrastructures - ont dépassé 22 millions de dollars US (2010), mais il n'y a pas eu de décès. Se dirigeant ensuite vers le nord-est sans toucher de terres, Otto et la dépression post-tropicale restante n'ont causé aucun dommage.